# Коммунарский
Коммуна́рский — посёлок в Красноярском районе Самарской области. Административный центр сельского поселения Коммунарский.

## История
В 1973 году указом Президиума Верховного Совета РСФСР посёлок центральной усадьбы совхоза «Коммунар» переименован в Коммунарский.

## Население
| 2010 |
| ---- |
| 881  |

## Улицы
| - ул. Луговая, - ул. Новая, - ул. Полевая, | - ул. Садовая, - пер. Сосновый, - ул. Центральная. |